# 青空片想い
「青空片想い」（あおぞらかたおもい）は、日本の女性アイドルグループ・SKE48の楽曲。作詞は秋元康、作曲は島崎貴光が担当した。2010年3月24日に、SKE48の2作目のシングルとして日本クラウン (CROWN GOLD) から発売された。楽曲のセンターポジションは松井珠理奈が務めた。

## 背景とリリース
前作「強き者よ」から7か月半ぶりのシングルであり、日本クラウン (CROWN GOLD) 移籍後初のシングル。
今作から初めて選抜メンバー制度が導入され、7人が選ばれた。7人という数は、AKB48グループの選抜メンバーとして最少に並ぶ人数であった。木下有希子と小木曽汐莉はシングル発売時こそ正規チームのメンバーに昇格していたが、選抜の発表時は「研究生」であり、研究生からの選抜はこの二人が初であった。
一方、カップリングの「バンジー宣言」は選抜に入らなかった他のすべてのメンバーの歌唱となっており、このシングルにはSKE48の全メンバーが参加している。
キャッチコピーは「君は、青空の匂いがする」。
CD発売に先がけ、表題曲「青空片想い」は、2010年3月3日より「着うた」をレコチョクにて配信。カップリングの「バンジー宣言」は、同日より「着うた」をDAM☆うたにて配信。シングル・リリース記念として、各サイトにてスペシャル・コンテンツを期間限定開設。
通常盤の初回生産のみの特典として、本作の選抜メンバー及びカップリング曲の選抜メンバーからそれぞれランダムの2種類のトレーディングカード、全国握手会参加券、『SKE48 リクエストアワーセットリストベスト30 2010〜神曲はどれだ?〜』投票券が付けられた。

## 音楽性と批評
タイトルにもあるように歌詞のテーマは「片想い」で、曲調についてメンバーらは明るい、さわやか、あるいは可愛いとコメントしている一方、踊りの降りは激しく勢いのあるものになっているという。前回シングル曲「強き者よ」とは大きく印象が異なる曲で、各メディアでは春らしい応援歌、あるいは元気でキャッチーな曲と紹介されている。

## アートワーク
通常版及び劇場盤ともに、ジャケットの表は「青空片想い」選抜メンバー7名、裏は「チームB.L.T.」フロントメンバー10名（大矢真那、小野晴香、桑原みずき、須田亜香里、高田志織、平田璃香子、平松可奈子、石田安奈、古川愛李、松本梨奈）の写真。ジャケット表の7人が着る衣装は黄色ベースで、元気な楽曲イメージに合わせたものとだという。

## ミュージック・ビデオ
「青空片想い」のPVは、アパホテル&リゾート東京ベイ幕張の屋上（地上から190m）に設営されたステージで、「バンジー宣言」のPVは、南知多グリーンバレイでそれぞれ撮影された。

## メディアでの使用
TBS系列のバラエティ番組『笑撃!ワンフレーズ』の3月・4月度エンディング・テーマとして使用された。
SKE48のみこってぃ れおなのラジオの時間やに!（いなべエフエム）内でインストが使用されている。

## シングル収録トラック

### 通常盤
| #  | タイトル                       | 作詞   | 作曲     | 編曲           | 時間 |
| -- | ------------------------------ | ------ | -------- | -------------- | ---- |
| 1. | 「青空片想い」                 | 秋元康 | 島崎貴光 | 野中“まさ”雄一 | 5:02 |
| 2. | 「バンジー宣言」(チームB.L.T.) | 秋元康 | 森英治   | 原田ナオ       | 3:58 |
| 3. | 「青空片想い（off vocal）」    |        |          |                |      |
| 4. | 「バンジー宣言（off vocal）」  |        |          |                |      |

| #  | タイトル                                               | 作詞 | 作曲・編曲 |
| -- | ------------------------------------------------------ | ---- | ---------- |
| 1. | 「「青空片想い」Music Video」                          |      |            |
| 2. | 「「バンジー宣言」Music Video」                        |      |            |
| 3. | 「特典映像（青空片想い選抜メンバー発表ドキュメント）」 |      |            |

### 劇場盤
| #  | タイトル                       | 作詞   | 作曲     | 編曲           |
| -- | ------------------------------ | ------ | -------- | -------------- |
| 1. | 「青空片想い」                 | 秋元康 | 島崎貴光 | 野中“まさ”雄一 |
| 2. | 「バンジー宣言」(チームB.L.T.) | 秋元康 | 森英治   | 原田ナオ       |
| 3. | 「青空片想い（off vocal）」    |        |          |                |
| 4. | 「バンジー宣言（off vocal）」  |        |          |                |

## 選抜メンバー
- 小木曽汐莉
- 木下有希子
- 高柳明音
- 松井珠理奈
- 松井玲奈
- 向田茉夏
- 矢神久美